# Грязный Джон (телесериал)
«Грязный Джон» (англ. Dirty John) — американский антологический криминальный телесериал, основанный на одноимённом подкасте Кристофера Гоффара. Премьера состоялась на телеканале Bravo 25 ноября 2018 года. За пределами США сериал транслируется на Netflix с 14 февраля 2019 года в качестве оригинального продукта. Сериал был разработан Александрой Каннингэм, которая также заняла должность исполнительного продюсера.
В мае 2019 года стало известно, что Bravo отказался от сериала и права на его трансляцию перекупил телеканал USA Network. Премьера 2 сезона состоялась 31 мая 2020 года.
Сериал номинаровался на кинопремии «Золотой глобус» и «Выбор критиков».

## Сюжет

### Сезон 1: История Джона Мигана
Первый сезон фокусируется на истории обычной американской семьи, которая сталкивается с очень харизматичным мужчиной по имени Джон Миган. Но Миган начинает пользоваться доверием героев и использует их для своих манипуляций, и в итоге эта встреча оборачивается катастрофой для всех членов семьи.

### Сезон 2: История Бетти Бродерик
В центре сюжета второго сезона находится женщина по имени Бетти Бродерик. Спустя несколько лет брака она разводится со своим мужем, но никто и представить не мог, что совсем скоро это событие повлечёт за собой целую серию жестоких преступлений.

## В ролях

### Сезон 1: История Джона Мигана

#### Главные
- Конни Бриттон — Дебра Ньюэлл
- Эрик Бана — Джон Миган
- Джуно Темпл — Вероника Ньюэлл
- Джулия Гарнер — Терра Ньюэлл

#### Второстепенные
- Джин Смарт — Арлейн Харт
- Кейко Аджена — Нэнси
- Джейк Абель — Трей
- Кевин Зегерс — Тоби Селлерс
- Джефф Перри — Майкл О’Нил
- Ванесса Мартинес — Селия
- Джуди Рейес — Верга
- Джо Типпетт — Бобби
- Спрейг Грейден — Тония Селлс
- Джон Гетц — Дуайт
- Джоэль Картер — Дениз Миган-Шепард

### Сезон 2: История Бетти Бродерик

#### Главные
- Аманда Пит — Бетти Бродерик
- Кристиан Слейтер — Дэн Бродерик
- Рэйчел Келлер — Линда Колкена

#### Второстепенные
- Лили Донохью — Трейси Бродерик
- Мисси Пайл — Карен Кинтнер
- Эмили Бергл — Мария Стюарт
- Холли Фэйн — Эвелин Кроули
- Лена Георгас — Джанет Райвис
- Кэмерон Кроветти — Райан Бродерик
- Майлз Эммонс — Энтони Бродерик
- Анна Джекоби-Херон — Дженни Бродерик
- Джоэль Картер — Ивонн Ньюсом
- Спрейг Грейден — Саманта

## Сезоны
| Сезон | Название               | Серии | Серии | Даты показа    | Даты показа     | Даты показа |
| Сезон | Название               | Серии | Серии | Первая серия   | Последняя серия | Канал       |
| ----- | ---------------------- | ----- | ----- | -------------- | --------------- | ----------- |
| 1     | История Джона Мигана   | 8     | 8     | 25 ноября 2018 | 13 января 2019  | Bravo       |
| 2     | История Бетти Бродерик | 8     | 8     | 31 мая 2020    | 14 июля 2020    | USA Network |

## Эпизоды

### Сезон 1: История Джона Мигана(2018—2019)
| № общий | № в сезоне | Название                                                                 | Режиссёр       | Автор сценария                        | Дата премьеры   | Зрители в США (млн) |
| ------- | ---------- | ------------------------------------------------------------------------ | -------------- | ------------------------------------- | --------------- | ------------------- |
| 1       | 1          | «Доступные мечты» «Approachable Dreams»                                  | Джеффри Рейнер | Александра Каннингэм                  | 25 ноября 2018  | 1.22                |
| 2       | 2          | «Тревожные звоночки и торжественные встречи» «Red Flags and Parades»     | Джеффри Рейнер | Эван Райт                             | 2 декабря 2018  | 1.24                |
| 3       | 3          | «Помни: Это был я» «Remember It Was Me»                                  | Джеффри Рейнер | Диана Сон                             | 9 декабря 2018  | 1.28                |
| 4       | 4          | «Шрапнель» «Shrapnel»                                                    | Джеффри Рейнер | Александра Каннингэм, Шинейд Дэйли    | 16 декабря 2018 | 1.14                |
| 5       | 5          | «Лорд-убийца» «Lord High Executioner»                                    | Джеффри Рейнер | Кристофер Гоффар                      | 23 декабря 2018 | 1.04                |
| 6       | 6          | «Ботинок» «One Shoe»                                                     | Джеффри Рейнер | Александра Каннингэм, Кевин Дж. Хайнс | 30 декабря 2018 | 1.37                |
| 7       | 7          | «Благородство» «Chivalry»                                                | Джеффри Рейнер | Александра Каннингэм, Лекс Эднесс     | 6 января 2019   | 1.49                |
| 8       | 8          | «Эта девушка боролась до последнего» «This Young Woman Fought Like Hell» | Джеффри Рейнер | Александра Каннингэм                  | 13 января 2019  | 1.84                |

### Сезон 2: История Бетти Бродерик(2020)
| № общий | № в сезоне | Название                                              | Режиссёр             | Автор сценария                           | Дата премьеры | Зрители в США (млн) |
| ------- | ---------- | ----------------------------------------------------- | -------------------- | ---------------------------------------- | ------------- | ------------------- |
| 9       | 1          | «Без ошибок» «No Fault»                               | Мэгги Кили           | Александра Каннингэм                     | 31 мая 2020   | 0.55                |
| 10      | 2          | «Черепаха и аллигатор» «The Turtle and the Alligator» | Мира Менон           | Стэйси А. Литтлджон                      | 2 июня 2020   | 0.89                |
| 11      | 3          | «Столкновение в браке» «Marriage Encounter»           | Кэт Кэндлер          | Джульетта Лашински-Ревен                 | 9 июня 2020   | 0.91                |
| 12      | 4          | «Больше, чем просто веселье» «More to It Than Fun»    | Мэгги Кили           | Александра Каннингэм, Кэтрин Б. МакКенна | 16 июня 2020  | 0.81                |
| 13      | 5          | «Терапия страхом» «Scream Therapy»                    | Мэгги Кили           | Аарон Карю                               | 23 июня 2020  | 0.80                |
| 14      | 6          | «Двенадцатое никогда» «The Twelfth of Never»          | Шеннон Коли          | Кевин Дж. Хайнс                          | 30 июня 2020  | 0.67                |
| 15      | 7          | «Шиллела» «The Shillelagh»                            | Александра Каннингэм | Лекс Эднесс                              | 7 июля 2020   | 0.75                |
| 16      | 8          | «Восприятие реальности» «Perception is Reality»       | Мэгги Кили           | Александра Каннингэм                     | 14 июля 2020  | 0.84                |

## Производство

### Разработка
28 января 2018 года было объявлено, что телеканал Bravo заказал съёмки «Грязного Джона», нового телесериала, созданного и написанного Александрой Каннингэм. Изначально планировалось, что сериал будет состоять из 2 сезонов. 8 октября 2018 года стало известно, что премьера 1 сезона состоится 25 ноября того же года.
17 мая 2019 года было объявлено, что сериал переедет на другой телеканал — USA Network. 9 сентября 2019 года стало известно, что USA Network решил изменить концепцию сериала и превратил его в антологию. Также, была объявлена официальная дата выхода 2 сезона сериала — 31 мая 2020 года.

### Кастинг
26 марта 2018 года было объявлено, что Конни Бриттон получила главную роль в сериале. 3 апреля 2018 года стало известно, что Эрик Бана присоединился к основному актёрскому составу в роли Джона Мигана. 14 июня 2018 года было объявлено, что Джин Смарт получила второстепенную роль в сериале. В июле 2018 года стало известно, что к актёрскому составу присоединились Джуно Темпл, Джулия Гарнер, Кевин Зегерс, Кейко Аджена, Джон Карна, Спрейг Грейден, Клифф Чемберлен, Джейк Абель и Дэвид Баррера.
9 сентября 2019 года Аманда Пит и Кристиан Слейтер получили главные роли во втором сезоне. 18 октября 2019 года Мисси Пайл и Холли Фэйн получили второстепенные роли во втором сезоне. 8 ноября 2019 года Рэйчел Келлер присоединилась к основному актёрскому составу, в то время как Эмили Бергл, Лена Георгас, Тиера Сковбай и Крис Мейсон получили второстепенные роли.

## Релиз

### Маркетинг
24 августа 2018 года был опубликован первый кадр сериала с участием Конни Бриттон и Эриком Баной. 17 сентября 2018 года был выпущен первый тизер-трейлер сериала. 20 декабря 2018 года состоялся выход эксклюзивного трейлера сериала.

### Трансляция
После своего выхода на телеканале Bravo сериал стал доступен на стриминговом сервисе Netflix на международном уровне, а на территории США сериал был добавлен на Netflix в ноябре 2019 года.
В Великобритании премьера «Грязного Джона» состоялась 21 апреля 2021 года на телеканале 5Star.

## Реакция

### Критика
На сайте-агрегаторе Rotten Tomatoes сериал получил среднюю оценку в 67 % на основе 36 рецензий со стороны критиков. Консенсус сайта гласит: «„Грязный Джон“ может и не дотягивать до остроты исходного материала, но Конни Бриттон демонстрирует мастерство в своей интерпретации реальных преступлений».
На сайте Metacritic сериал имеет среднюю оценку в 58 баллов из 100 на основе 18 рецензий со стороны критиков, что указывает на «смешанные или средние отзывы».
Кристен Болдуин из Entertainment Weekly поставила первому сезону оценку «А−» и особо похвалила актёрскую игру, назвав Бриттон «идеально сыгранной актрисой» и сказав о Бане, что он «может извлечь наибольшую пользу из „Грязного Джона“. В роли Мигана актёр переходит от обаяния к леденящему душу и обратно с поразительной легкостью».

### Награды
| Год  | Премия                         | Категория                                                                          | Номинация | Результат | Ссылка |
| ---- | ------------------------------ | ---------------------------------------------------------------------------------- | --- | --------- | ------ |
| 2019 | «Золотой глобус»               | Премия «Золотой глобус» за лучшую женскую роль — мини-сериал или телефильм         | Конни Бриттон | Номинация | [ 40 ] |
| 2019 | «Выбор телевизионных критиков» | Премия «Выбор критиков» за лучшую женскую роль в фильме/мини-сериале               | Конни Бриттон | Номинация | [ 41 ] |
| 2019 | «Выбор телевизионных критиков» | Премия «Выбор критиков» за лучшую женскую роль второго плана в фильме/мини-сериале | Джулия Гарнер | Номинация | [ 41 ] |
| 2021 | Премия Гильдии сценаристов США | Премия Гильдии сценаристов Америки в области телевидения: Длинная форма — Оригинал | Аарон Карю, Александра Каннингэм, Лекс Эднесс, Кевин Дж. Хайнс, Джульетта Лашински-Ревен, Стэйси А. Литтлджон и Кэтрин Б. МакКенна | Номинация | [ 42 ] |